# Francisco Morato
Francisco Morato este un oraș în São Paulo (SP), Brazilia.